# Kubousa antennata
Kubousa antennata är en skalbaggsart som beskrevs av Dombrow 2007. Kubousa antennata ingår i släktet Kubousa och familjen Melolonthidae. Inga underarter finns listade i Catalogue of Life.